# Мацуда, Наоки
Наоки Мацуда (яп. 松田 直樹 Наоки Мацуда, 14 марта 1977, Кирю, Гумма — 4 августа 2011, Мацумото, Нагано) — японский футболист, игрок национальной сборной (2000—2005).

## Карьера
Почти всю свою карьеру (1995—2010) провёл в клубе «Иокогама Маринос». В его составе трижды (1995, 2003, 2004) становился чемпионом страны, в 2001 г. выиграл национальный кубок. В 2000 и 2002 гг. был избран в символическую сборную по итогам чемпионата Японии.
Провёл 40 матчей в составе сборной Японии. В 2002 г. выступал в «домашнем» чемпионате мира, в том числе играл против сборной России. Также участвовал в Олимпийских играх в 1996 и 2000 гг.
Скончался спустя два дня, после того как во время тренировки у него случился сердечный приступ.

## Достижения
- Чемпион Азии (2000, 2004)
- Kirin Cup (2000, 2001)